# Drap (Alpes-Maritimes)
Pour les articles homonymes, voir Drap.
Drap [dʁap] est une commune française située dans le département des Alpes-Maritimes en région Provence-Alpes-Côte d'Azur.

## Géographie
Située à 95 mètres d'altitude, la ville de Drap a pour coordonnées géographiques 43° 45′ 18″ N, 7° 19′ 17″ E. Entourée par les communes de Cantaron, La Trinité et Èze, Drap est située à 7 km au nord-est de Nice, la plus grande ville des environs.
La commune est proche du parc national du Mercantour (environ 17 km).
Elle dispose de la halte SNCF de Fontanil sur la ligne de Nice à Breil-sur-Roya.

### Communes limitrophes
Les communes limitrophes sont  Blausasc, Cantaron, La Trinité et Peillon.
| Cantaron   | Blausasc, Peillon | Peillon    |
| La Trinité | Drap              | Peillon    |
| La Trinité | La Trinité        | La Trinité |

### Climat
Pour des articles plus généraux, voir Climat de Provence-Alpes-Côte d'Azur et Climat des Alpes-Maritimes.
En 2010, le climat de la commune est de type climat méditerranéen franc, selon une étude du Centre national de la recherche scientifique s'appuyant sur une série de données couvrant la période 1971-2000. En 2020, Météo-France publie une typologie des climats de la France métropolitaine dans laquelle la commune est exposée à un climat méditerranéen et est dans la région climatique Var, Alpes-Maritimes, caractérisée par une pluviométrie abondante en automne et en hiver (250 à 300 mm en automne), un très bon ensoleillement en été (fraction d’insolation > 75 %), un hiver doux (8 °C) et peu de brouillards.
Pour la période 1971-2000, la température annuelle moyenne est de 15,3 °C, avec une amplitude thermique annuelle de 14,9 °C. Le cumul annuel moyen de précipitations est de 811 mm, avec 5,9 jours de précipitations en janvier et 2,3 jours en juillet. Pour la période 1991-2020, la température moyenne annuelle observée sur la station météorologique de Météo-France la plus proche, « Nice », sur la commune de Nice à 8 km à vol d'oiseau, est de 16,3 °C et le cumul annuel moyen de précipitations est de 791,3 mm. 
La température maximale relevée sur cette station est de 37,7 °C, atteinte le 1er août 2006 ; la température minimale est de −7,2 °C, atteinte le 9 janvier 1985,,.
| Mois                                  | jan.            | fév.            | mars          | avril          | mai            | juin            | jui.            | août            | sep.            | oct.            | nov.           | déc.            | année     |
| ------------------------------------- | --------------- | --------------- | ------------- | -------------- | -------------- | --------------- | --------------- | --------------- | --------------- | --------------- | -------------- | --------------- | --------- |
| Température minimale moyenne (°C)     | 5,8             | 6,1             | 8,3           | 10,8           | 14,5           | 18,1            | 20,8            | 21,1            | 17,7            | 14              | 9,7            | 6,6             | 12,8      |
| Température moyenne (°C)              | 9,5             | 9,8             | 11,8          | 14,1           | 17,7           | 21,4            | 24,1            | 24,5            | 21,2            | 17,5            | 13,3           | 10,3            | 16,3      |
| Température maximale moyenne (°C)     | 13,3            | 13,5            | 15,4          | 17,4           | 21             | 24,7            | 27,5            | 27,9            | 24,8            | 21              | 17             | 14,1            | 19,8      |
| Record de froid (°C) date du record   | −7,2 09.01.1985 | −5,8 10.02.1986 | −5 06.03.1971 | 2,9 10.04.1970 | 3,7 02.05.1945 | 8,1 06.06.1969  | 11,7 10.07.1969 | 11,4 14.08.1948 | 7,6 27.09.1972  | 4,2 30.10.1950  | 0,1 22.11.1998 | −2,7 03.12.1973 | −7,2 1985 |
| Record de chaleur (°C) date du record | 22,5 20.01.12   | 25,8 14.02.1990 | 26,1 02.03.07 | 26,1 08.04.22  | 31,4 27.05.22  | 36,8 29.06.1945 | 37 25.07.15     | 37,7 01.08.06   | 33,9 07.09.1962 | 29,9 11.10.1981 | 25,4 04.11.04  | 22 23.12.1954   | 37,7 2006 |
| Ensoleillement (h)                    | 1 567           | 1 661           | 218           | 2 292          | 2 709          | 3 098           | 3 493           | 3 232           | 2 498           | 1 911           | 1 515          | 1 452           | 27 605    |
| Précipitations (mm)                   | 73,5            | 53,6            | 51            | 68,8           | 40,3           | 35,7            | 13,6            | 17,2            | 81              | 127,9           | 138,4          | 90,3            | 791,3     |

| Diagramme climatique                                  |             |           |              |            |              |              |              |            |           |            |             |
| J                                                     | F           | M         | A            | M          | J            | J            | A            | S          | O         | N          | D           |
| 13,35,873,5                                           | 13,56,153,6 | 15,48,351 | 17,410,868,8 | 2114,540,3 | 24,718,135,7 | 27,520,813,6 | 27,921,117,2 | 24,817,781 | 2114127,9 | 179,7138,4 | 14,16,690,3 |
| Moyennes : • Temp. maxi et mini °C • Précipitation mm |             |           |              |            |              |              |              |            |           |            |             |

Les paramètres climatiques de la commune ont été estimés pour le milieu du siècle (2041-2070) selon différents scénarios d'émission de gaz à effet de serre à partir des nouvelles projections climatiques de référence DRIAS-2020. Ils sont consultables sur un site dédié publié par Météo-France en novembre 2022.

## Urbanisme

### Typologie
Au 1er janvier 2024, Drap est catégorisée ceinture urbaine, selon la nouvelle grille communale de densité à 7 niveaux définie par l'Insee en 2022.
Elle appartient à l'unité urbaine de Nice, une agglomération intra-départementale dont elle est une commune de la banlieue,. Par ailleurs la commune fait partie de l'aire d'attraction de Nice, dont elle est une commune de la couronne,. Cette aire, qui regroupe 100 communes, est catégorisée dans les aires de 200 000 à moins de 700 000 habitants,.

### Occupation des sols
L'occupation des sols de la commune, telle qu'elle ressort de la base de données européenne d’occupation biophysique des sols Corine Land Cover (CLC), est marquée par l'importance des territoires artificialisés (49 % en 2018), en augmentation par rapport à 1990 (18,9 %). La répartition détaillée en 2018 est la suivante : 
zones urbanisées (35 %), forêts (32,7 %), zones industrielles ou commerciales et réseaux de communication (13,9 %), milieux à végétation arbustive et/ou herbacée (13,9 %), cultures permanentes (2,5 %), zones agricoles hétérogènes (1,9 %).
L'évolution de l’occupation des sols de la commune et de ses infrastructures peut être observée sur les différentes représentations cartographiques du territoire : la carte de Cassini (XVIIIe siècle), la carte d'état-major (1820-1866) et les cartes ou photos aériennes de l'IGN pour la période actuelle (1950 à aujourd'hui).

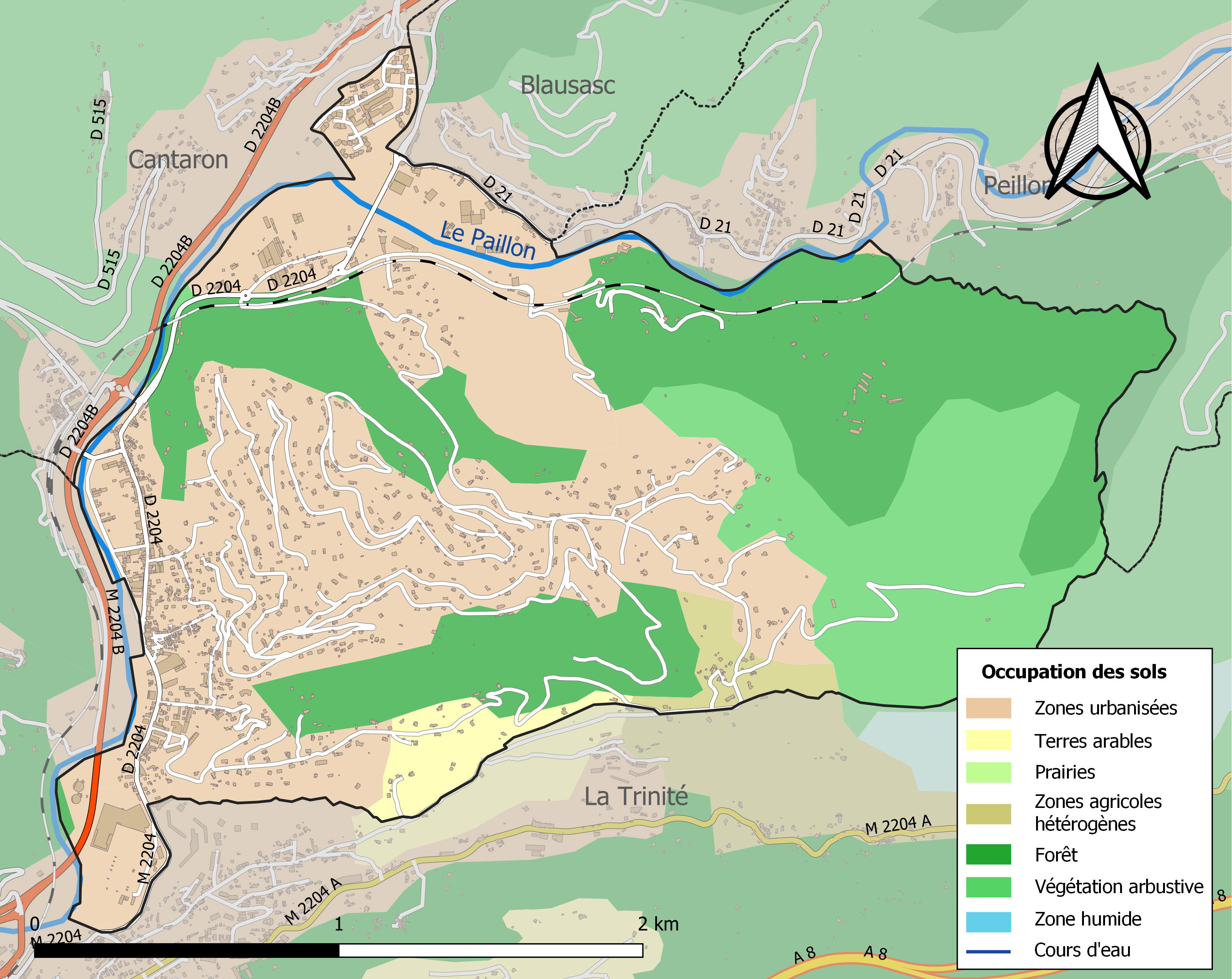
Carte de l'occupation des sols de la commune en 2018 (CLC).

## Toponymie
Le toponyme Drap apparaît pour la première fois dans les sources en 1025, sous la forme de Drapo, puis en 1114 (Drappum). Il dérive du nom propre gaulois Drappus. Charles Rostaing (Essai sur la toponymie de la Provence) et Albert Dauzat (Dictionnaire étymologique des noms de lieux en France) proposent une autre explication[réf. nécessaire].

## Histoire
- Catastrophes naturelles passées sur la commune du 14 décembre 2008 au 16 décembre 2008 : mouvements de terrain
- du 2 décembre 2005 au 3 décembre 2005 : inondations et coulées de boue
- du 1er juillet 2003 au 30 septembre 2003 : mouvements de terrain différentiels consécutifs à la sécheresse et à la réhydratation des sols
- du 5 novembre 2000 au 6 novembre 2000 : inondations et coulées de boue
- du 5 novembre 2000 au 6 novembre 2000 : mouvements de terrain
- du 30 octobre 2000 au 31 octobre 2000 : inondations et coulées de boue
- du 30 octobre 2000 au 31 octobre 2000 : mouvements de terrain
- du 11 octobre 2000 au 11 octobre 2000 : inondations et coulées de boue
- du 30 septembre 1998 au 30 septembre 1998 : inondations et coulées de boue
- du 30 septembre 1998 au 30 septembre 1998 : glissement de terrain
- du 11 janvier 1996 au 12 janvier 1996 : inondations et coulées de boue
- du 4 novembre 1994 au 6 novembre 1994 : inondations et coulées de boue
- du 26 septembre 1994 au 27 septembre 1994 : inondations et coulées de boue
- du 6 janvier 1994 au 13 janvier 1994 : inondations et coulées de boue
- du 5 janvier 1994 au 10 janvier 1994 : glissement de terrain
- du 6 novembre 1982 au 10 novembre 1982 : tempête

## Politique et administration

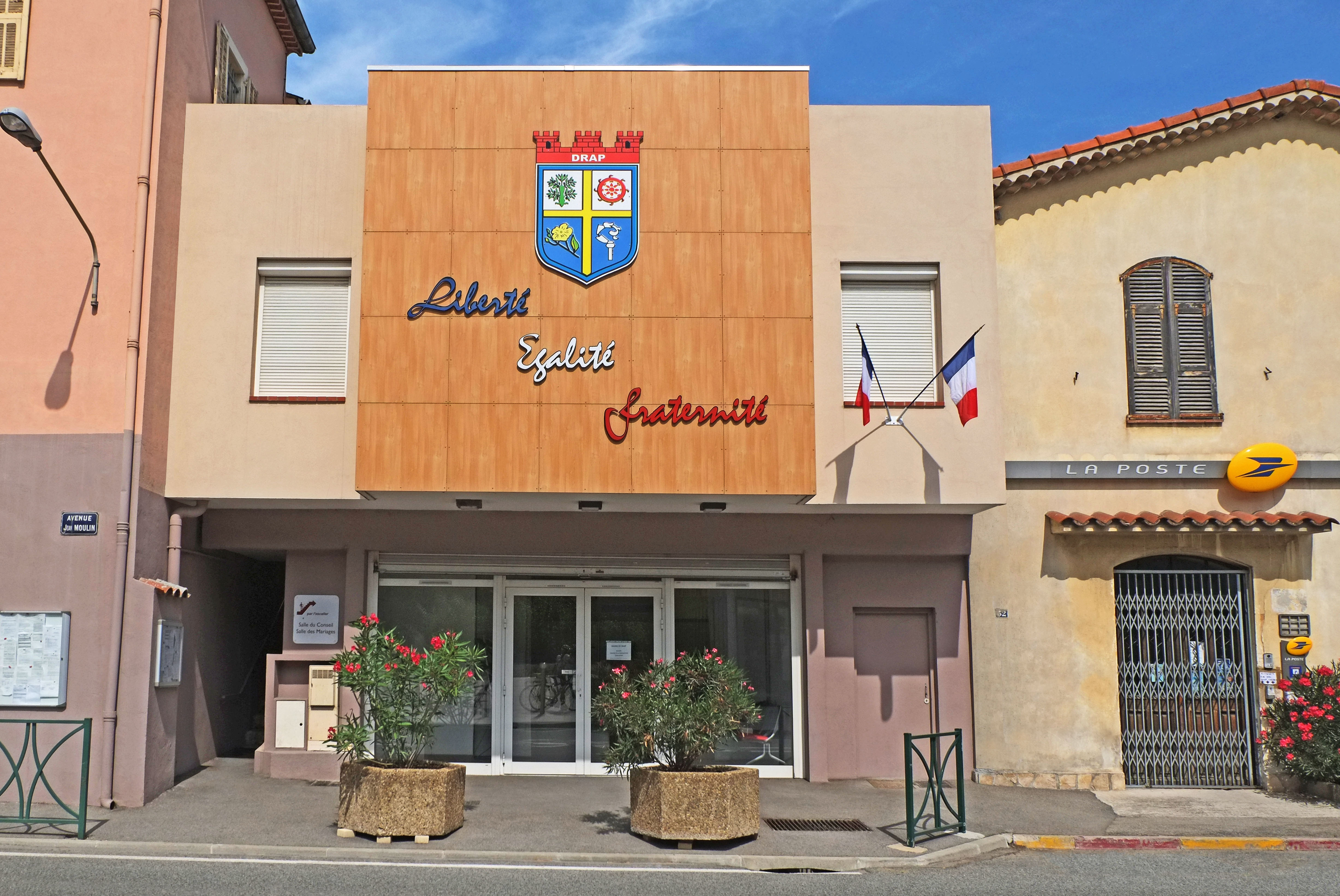
La mairie.

## Démographie
Ses habitants sont appelés les Drapois.

L'évolution du nombre d'habitants est connue à travers les recensements de la population effectués dans la commune depuis 1793. Pour les communes de moins de 10 000 habitants, une enquête de recensement portant sur toute la population est réalisée tous les cinq ans, les populations de référence des années intermédiaires étant quant à elles estimées par interpolation ou extrapolation. Pour la commune, le premier recensement exhaustif entrant dans le cadre du nouveau dispositif a été réalisé en 2006.

En 2022, la commune comptait 5 300 habitants, en évolution de +17,57 % par rapport à 2016 (Alpes-Maritimes : +2,85 %, France hors Mayotte : +2,11 %).
| 1793 | 1800 | 1806 | 1822 | 1838 | 1848 | 1858 | 1861 | 1866 |
| ---- | ---- | ---- | ---- | ---- | ---- | ---- | ---- | ---- |
| 454  | 443  | 508  | 605  | 757  | 831  | 809  | 900  | 849  |

| 1872 | 1876 | 1881 | 1886 | 1891 | 1896 | 1901 | 1906 | 1911 |
| ---- | ---- | ---- | ---- | ---- | ---- | ---- | ---- | ---- |
| 786  | 780  | 751  | 755  | 775  | 735  | 701  | 708  | 747  |

| 1921 | 1926  | 1931  | 1936  | 1946 | 1954  | 1962  | 1968  | 1975  |
| ---- | ----- | ----- | ----- | ---- | ----- | ----- | ----- | ----- |
| 738  | 1 328 | 1 183 | 1 042 | 874  | 1 205 | 1 391 | 1 551 | 1 561 |

| 1982  | 1990  | 1999  | 2006  | 2011  | 2016  | 2021  | 2022  | - |
| ----- | ----- | ----- | ----- | ----- | ----- | ----- | ----- | - |
| 3 051 | 4 267 | 4 332 | 4 453 | 4 297 | 4 508 | 5 238 | 5 300 | - |

### Sécurité
La commune est classée dans son ensemble depuis 2012 en zone de sécurité prioritaire, avec renforcement des effectifs de la police nationale. En effet, la commune « souffre plus
que d’autres d’une insécurité quotidienne et d’une délinquance enracinée » et « connaît depuis quelques années une dégradation importante de ses conditions de sécurité », ce qui a été identifié comme tel par le Ministère de l'Intérieur du Gouvernement Jean-Marc Ayrault, permettant ainsi à ce territoire de bénéficier de policiers supplémentaires.

## Culture locale et patrimoine

### Lieux et monuments
- Église Saint-Jean-Baptiste
- Chapelle Sainte-Catherine d'Alexandrie
- Moulin à huile génois
- Statue de René Goscinny, scénariste de bande dessinée, au lycée René-Goscinny, par le sculpteur Sébastien Langloÿs.

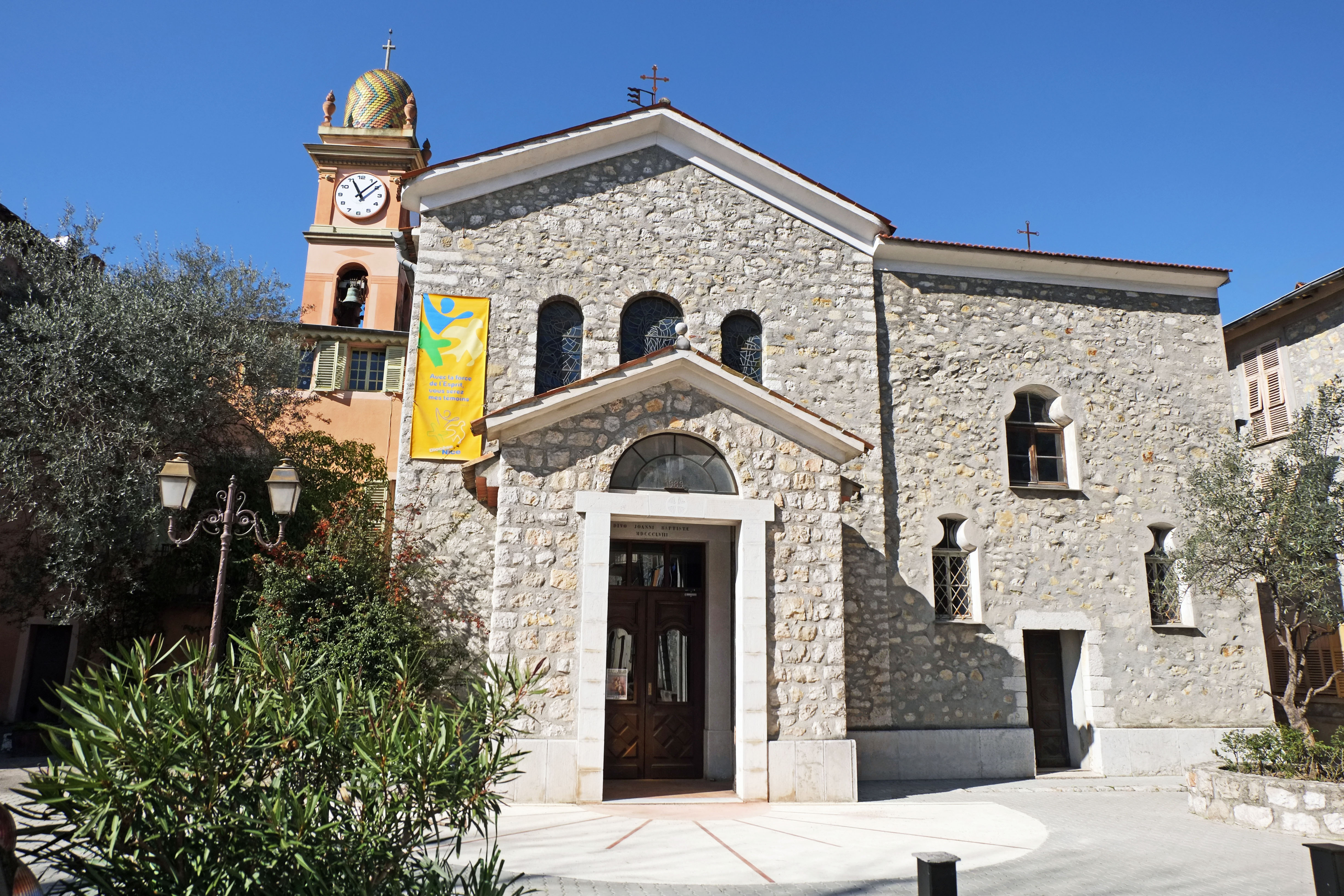
L’église Saint-Jean-Baptiste.
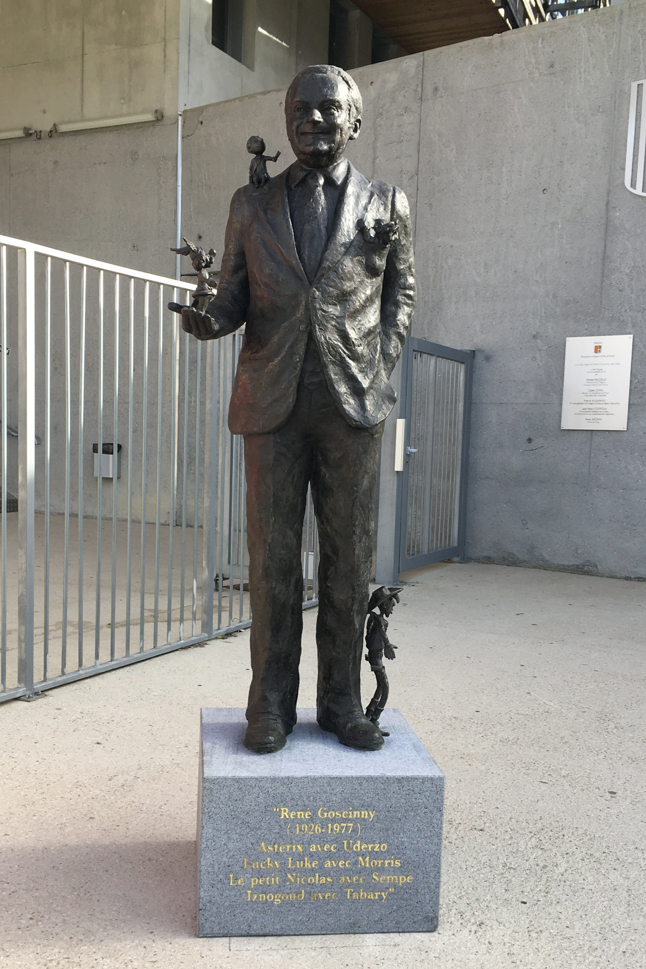
La statue de Goscinny au lycée René-Goscinny.

## Héraldique
| Blason de Drap | Blason  | Écartelé : au 1er d’argent à l’olivier arraché de sinople fruité de sable, au 2e d’argent à la roue de sainte Catherine de gueules, au 3e d’azur à la fleur de lin d’argent tigée en bande et feuillée de sinople, au 4e d’azur au crosseron contourné d’argent, au filet en croix d’or brochant sur la partition. |
| Blason de Drap | Détails | Le statut officiel du blason reste à déterminer. |

## Personnalités liées à la commune
- Jean Dominique Blanqui (1757-1832), né à Drap, député à la Convention puis aux Cinq-Cents
- Jean-Baptiste Colonna d'Istria (1758-1835), évêque de Nice, comte de Drap.
- Virgile Barel (1889-1979), né à Drap, plusieurs fois député de 1936 à 1978.
- Jean-Paul Rostagni (1948-), né à Drap, international français de football (25 sélections).